# Survivor Series (2019)
Survivor Series 2019 a fost ce-a de-a treizecișitreia ediție a pay-per-view-ului anual Survivor Series organizat de WWE. A avut loc pe data de 24 noiembrie 2019 în arena Allstate Arena din Rosemont, Illinois.

## Rivalități
De când WWE a reintrodus extensia mărcii în 2016, Survivor Series s-a concentrat pe concurența dintre Raw și SmackDown pentru supremație. În septembrie 2019, marca WWE NXT, anterior exclusivă a WWE Network, a debutat pe USA Network, consolidându-și statutul de al treilea brand din WWE și, ulterior, a fost adăugat la evenimentul din 2019.
La Crown Jewel, Brock Lesnar a păstrat Campionatul WWE împotriva lui Cain Velásquez (care a fost însoțit de Rey Mysterio), prin predare datorită unui Kimura Lock. După luptă, Lesnar a continuat să-i aplice manevra lui Velasquez până când Mysterio l-a atacat pe Lesnar cu un scaun. Lesnar l-a oprit pe Mysterio, care a ripostat bătând-ul pe Lesnar cu un alt scaun, forțându-l să se retragă. A doua seară la SmackDown, managerul lui Lesnar, Paul Heyman, a anunțat că Lesnar a renunțat la SmackDown și s-a mutat la Raw pentru a se răzbuna pe Mysterio (luând cu el Campionatul WWE). În următorul Raw, Lesnar a procedat la atacarea membrilor echipei care lucrează la program, inclusiv comentatorul Dio Maddin, care și-a apărat colegul comentator Jerry Lawler după ce acesta a fost amenințat de Heyman. După ce Lesnar l-a atacat pe Maddin cu un F-5 prin masa comentatorilor, Mysterio a apărut și l-a atacat în mod repetat pe Lesnar cu un tub de oțel și i-a aruncat o provocare pentru Campionatul WWE la Survivor Series, care ulterior a devenit oficial. În episodul de Raw din 18 noiembrie, Heyman a sugerat ca meciul să fie un meci No Holds Barred, pe care Mysterio a acceptat.
În episodul de SmackDown din 1 noiembrie, după ce Bayley a învins-o pe Nikki Cross pentru a păstra Campionatul feminin din SmackDown, cu ajutorul interferențelor din partea lui Sasha Banks, a apărut campioana feminină din NXT Shayna Baszler și a atacat cele trei femei. În timpul unui interviu între Charly Caruso și campioana feminină din Raw Becky Lynch în următorul Raw, Baszler a apărut și s-a confruntat cu Lynch. Caruso a informat-o pe Lynch că se va confrunta cu Baszler și Bayley într-un meci Triple Threat la Survivor Series.
În episodul de Raw din 4 noiembrie, a fost programată o luptă între campionii pe echipe din Raw The Viking Raiders (Erik & Ivar), campionii pe echipe din SmackDown The Revival și campionii pe echipe din NXT The Undisputed Era (Bobby Fish & Kyle O'Reilly) pentru Survivor Series. Cu toate acestea, în episodul de SmackDown din 8 noiembrie, The New Day (Big E & Kofi Kingston) i-au învins pe The Revival pentru a câștiga Campionatele pe echipe din SmackDown, înlocuindu-i în luptă.
Pe 8 noiembrie, pe WWE.com, a fost anunțat că Seth Rollins a fost selectat ca căpitan al echipei Raw de la Survivor Series, cu Kevin Owens, Ricochet, Randy Orton și Drew McIntyre dezvăluiti ca ceilalți membri ai echipei în timpul episodului de Raw din 11 noiembrie. În episodul din 12 noiembrie al WWE Backstage, Roman Reigns a fost dezvăluit ca fiind căpitanul echipei SmackDown, cu Mustafa Ali, Braun Strowman, King Corbin și Shorty G, de asemenea, anunțați în echipă.
În episodul de NXT din 6 noiembrie, The O.C. (AJ Styles, Luke Gallows & Karl Anderson) i-au atacat pe Bobby Fish, Kyle O'Reilly și Roderick Strong din The Undisputed Era în culise. În episodul de Raw din 11 noiembrie, a fost programat un meci într-e campionul Statelor Unite AJ Styles, campionul intercontinental Shinsuke Nakamura și campionul Nord-American din NXT Roderick Strong pentru Survivor Series.
În culisele din episodul de SmackDown din 8 noiembrie, în timp ce Sami Zayn a încercat să-l convingă pe Daniel Bryan să-i se alăture, "The Fiend" Bray Wyatt a apărut în spatele lui Bryan și l-a atacat cu o gheară mandibulară. În timpul unui segment Miz TV săptămâna următoare, Wyatt (cu personajul său normal) a râs de Bryan și de fostul său gimmick Yes Movement. Ca răspuns, Bryan l-a provocat pe Wyatt la un meci pentru Campionatul Universal WWE la Survivor Series și Wyatt a acceptat.

## Rezultate
- Pre-Show: Glorious Team (Robert Roode & Dolph Ziggler) (SmackDown) au câștigat un Inter-Brand Tag Team Battle Royal Match (8:20)
  - Ziggler l-a eliminat pe Ford pentru a câștiga lupta.
  - Celelalte echipe au fost: The Forgotten Sons (Steve Cutler & Wesley Blake) (NXT), Lucha House Party (Gran Metalik & Lince Dorado) (SmackDown), Curt Hawkins & Zack Ryder (Raw), Imperium (Fabian Aichner & Marcel Barthel) (NXT), Heavy Machinery (Otis & Tucker) (SmackDown), Breezango (Fandango & Tyler Breeze) (NXT), The Revival (Dash Wilder & Scott Dawson) (SmackDown), The O.C. (Karl Anderson & Luke Gallows), și The Street Profits (Angelo Dawkins și Montez Ford) (Raw).
- Pre-Show: Lio Rush (c) (NXT) i-a învins pe Akira Tozawa (Raw) și Kalisto (SmackDown) păstrându-și campionatul WWE Cruiserweight Championship (8:20)
  - Rush l-a numărat pe Kalisto după un «The Final Hour».
- Pre-Show: The Viking Raiders (Erik și Ivar) (Raw Tag Team Champions) i-au învins pe The New Day (Big E și Kofi Kingston) (SmackDown Tag Team Champions) și The Undisputed Era (Bobby Fish și Kyle O'Reilly) (NXT Tag Team Champions) (14:35)
  - Ivar l-a numărat pe Fish după un «The Viking Experience» pe corpul lui O'Reilly.
- Team NXT (Bianca Belair, Candice LeRae, Io Shirai, Rhea Ripley, și Toni Storm) au învins Team Raw (Asuka, Charlotte Flair, Kairi Sane, Natalya, și Sarah Logan) și Team SmackDown (Carmella, Dana Brooke, Lacey Evans, Nikki Cross, și Sasha Banks) într-un Traditional Survivor Series Elimination Women's Match (28:00)
  - În timpul luptei, Shirai și LeRae au fost îndepărtațe de personalul medical, revenind ulterior în luptă intervenind în favoarea lui Ripley.
- Roderick Strong (Campion Nord-American al NXT) i-a învins pe AJ Styles (Campion al Statelor Unite) și Shinsuke Nakamura (Campion Intercontinental) (însoțit de Sami Zayn) (16:45)
  - Strong l-a numărat pe Nakamura după un «Phenomenal Forearm» a lui Styles.
  - În timpul meciului, Zayn a intervenit în favoarea lui Nakamura.
- Adam Cole (c) l-a învins pe Pete Dunne păstrându-și campionatul NXT Championship (14:10)
  - Cole l-a numărat pe Dunne după un «Last Shot».
- "The Fiend" Bray Wyatt (c) l-a învins pe Daniel Bryan păstrându-și campionatul WWE Universal Championship (10:10)
  - Wyatt l-a numărat pe Bryan după un «Mandible Craw».
- Team SmackDown (Roman Reigns, Braun Strowman, King Corbin, Mustafa Ali, și Shorty G) au învins Team Raw (Seth Rollins, Drew McIntyre, Kevin Owens, Randy Orton, și Ricochet) și Team NXT (Damian Priest, Matt Riddle, Keith Lee, Tommaso Ciampa, și Walter) într-un 5-on-5-on-5 Men's Survivor Series Triple Threat elimination match (29:25)
  - Reigns l-a eliminat pe Lee după un «Spear».
- Brock Lesnar (c) (însoțit de Paul Heyman) l-a învins pe Rey Mysterio într-un No Holds Barred Match păstrându-și campionatul WWE Championship (7:00)
  - Lesnar l-a numărat pe Mysterio după un «F-5».
- Shayna Baszler (campioana feminină din NXT) le-a învins pe Becky Lynch (campioana feminină din Raw) și Bayley (campioana feminină din SmackDown) (18:10)
  - Baszler a făcut-o pe Bayley să cedeze cu un «Kirifuda Clutch».
  - După luptă, Lynch a atacat-o pe Baszler.